# Musykalnaja gaseta
Musykalnaja gaseta (russisch Музыкальная газета, deutsch „Musikalische Zeitung“) war eine belarussische Wochenzeitung, die über Musik und Showbusiness berichtete.

## Geschichte
Die Zeitung wurde 1996 in Minsk vom Herausgeber Anatoli Kiryuschkin (Verlag „Nestor“) gegründet. Die Zeitung erschien zunächst wöchentlich, später alle zwei Wochen in russischer Sprache und wurde im gesamten Gebiet der Republik Belarus sowie über private Vertriebshändler auf den Märkten der Ukraine und Russlands verteilt. In verschiedenen Jahren schwankte die Auflage zwischen 7.000 und 19.500 Exemplaren, dann ging sie stark zurück und ging in den Folgejahren weiter zurück, während die letzte Ausgabe im Dezember 2007 mit einer Auflage von 2.514 Exemplaren verlegt wurde.
Das Wochenblatt wurde in Farbe bis 2003 veröffentlicht und über die westliche sowie belarussische und russische Musikszenen informiert. Seit 2003 begann die Zeitung nur noch über Themen der belarussischen Musik zu schreiben (westliche Musikberichterstattung migrierte in die neue Zeitschrift „НОТ-7“), änderte das Design und wechselte auf 8 Seiten (statt 16) in Schwarz-Weiß.
Der Chefredakteur war fast von Anfang an der bekannte belarussische Musikjournalist Oleg „О’К“ Klimow. Während ihres Bestehens hat sich die Zeitung zu einer wegweisenden Publikation für belarussische Musikliebhaber entwickelt und war ein Erfolg in Moskau und Sankt Petersburg, vor allem aufgrund der großen Anzahl veröffentlichter Materialien und der hohen (in den Anfangsjahren) Qualität der Veröffentlichungen.
Aus finanziellen Gründen wurde die Zeitung am Vorabend des Jahres 2008 eingestellt.